# Standard Liège (femení)
El Standard Fémina de Lieja és la secció femenina del Standard de Lieja, un club de futbol de Lieja. Juga a la Superlliga de Bèlgica, i és el equip més guardonat del campionat.

## Palmarès
- 1 Lliga de Bèlgica i els Països Baixos
  - 14/15
- 2 Supercopes de Bèlgica i els Països Baixos
  - 10/11 - 11/12
- 19 Lligues de Bèlgica
  - 73/74 - 75/76 - 76/77 - 77/78 - 81/82 - 83/84 - 84/85 - 85/86 - 89/90 - 90/91 - 91/92 - 93/94 - 08/09 - 10/11 - 11/12 - 12/13 - 13/14 - 14/15 - 15/16
- 7 Copes de Bèlgica
  - 75/76 - 85/86 - 88/89 - 89/90 - 94/95 - 05/06 - 11/12 - 13/14
- 5 Supercopes de Bèlgica
  - 83/84 - 85/86 - 88/89 - 93/94 - 08/09

| 09/10 |                   | Montpellier HSC |
| 11/12 |                   | Brøndby IF      |
| 12/13 |                   | Turbine Potsdam |
| 13/14 |                   | Glasgow City    |
| 14/15 | Atlético Ouriense |                 |
| 15/16 |                   | 1.FFC Frankfurt |
| 16/17 | FK Minsk          |                 |

- ¹ Fase de grups. Equip classificat pillor possicionat en cas d'eliminació o equip eliminat millor possicionat en cas de classificació.